# Prix Jules-Favre
Le prix Jules-Favre, de la fondation du même nom, est un ancien prix de littérature, créé en 1886 par l'Académie française et « décerné tous les deux ans à une œuvre littéraire faite par une femme, que cette œuvre soit de la poésie ou de la prose, qu’elle traite d'une question de morale, d'éducation de philologie ou d'histoire ».

## Historique
Julie Favre, née Velten, le 15 novembre 1833 à Wissembourg et morte à Sèvres le 31 janvier 1896, philosophe et pédagogue française a fondé ce prix pour rendre hommage à son époux, Jules Favre, né à Lyon, le 21 mars 1809 et mort à Versailles le 19 janvier 1880, avocat et homme politique français.

## Liste des lauréats
- 1889 : Marie Dronsart (18..-1901) pour Portraits d’Outre-Manche
- 1891 : Jane Dieulafoy pour Parysatis
- 1893 : 
  - Mme M.-L. Camus-Buffet pour Un chapitre de l’histoire d’un grand homme. Les femmes du Taciturne
  - Joséphine Colomb pour l'ensemble de son œuvre
  - Élisabeth Schaller pour Neiges d’avril
- 1895 : Marguerite Poradowska pour Les filles du Pope
- 1897 : Marie Dugard pour La société américaine
- 1899 : Marie Valyère pour Nuances morales
- 1901 : Hélène Vacaresco pour Le rhapsode de la Dambovita
- 1903 : Dora Melegari (1849-1924) pour Âmes dormantes
- 1905 : Jacques Fréhel alias Alice Telot, de son vrai nom Mme Jules Martin (1861-1918) pour Les ailes brisées
- 1907 : 
  - Jeanne Cazin pour Nobles cœurs
  - Mme Chabasseur pour Songes d'Écouen sur nos filles au XXe siècle
- 1909 : Marie Reynès-Monlaur pour Jérusalem
- 1911 : 
  - A. Couvreur pour Poésies
  - Émilie Sirieyx de Villers pour Les âmes de la mer
- 1913 : 
  - Mathilde Alanic pour La petite Miette
  - Mme Albérich-Chabrol (18..-1915) pour La maison des dames
  - Comtesse Maria Van den Steen (1870-1941) pour Profils de gosses
- 1916 : Jeanne Antelme
- 1917 : Juliette Adam
- 1919 : Marguerite Combes pour Hélène enchaînée
- 1921 : Valentine Poizat pour La véritable princesse de Clèves
- 1923 : Mme Paul de Lauribar (1853-19..), épouse d'Armand Massip (1855-1923) pour Le code de l’éternelle mineure
- 1925 : Marthe Borély pour La décadence de l’amour
- 1927 : Paule Henry-Bordeaux (1903-1999) pour Lady Stanhope en Orient
- 1929 : Geneviève Tabouis pour Le Pharaon Tout-Ank-Amon
- 1931 : Clara Longworth de Chambrun pour Hamlet, de Shakespeare
- 1933 : Yvonne Bezard (1893-1939) pour Une famille bourguignonne au XVIIIe siècle. Fonctionnaires maritimes et bretons sous Louis XIV. Les Bégon
- 1935 : 
  - Marthe Pattez pour Ginette devant le mariage
  - Claire Witmeur pour Ximinès Doudan
- 1937 : Antoinette Lavondès pour Olivier de Serres, seigneur du Pradel
- 1939 : Henriette de Vismes (1884-1958) pour Camille de Soyecourt
- 1941 : Geneviève Dardel (1904-1977) pour Solitude aux cent visages
- 1943 : Jeanne Blin-Lefebvre (1884-1980) pour Fils du Maine, Gaulois, Romains, Francs. Les amis des Lettres du Maine
- 1947 : Lysie Stéphan pour Le matin vient
- 1949 : Hélène Chassériau pour Le Jardin de la Sous-préfecture
- 1951 : Anne Constantin pour L’éducation du caractère
- 1957 : Angèle Maraval-Berthoin (1875-1961) pour La Clef du Hoggar
- 1958 : Mme Ottilie pour Le don de joie
- 1967 : Jeanne Battini pour Vanina d’Ornano
- 1969 : Jacques Robichez pour l'Édition des œuvres poétiques de Verlaine
- 1970 : France Igly pour Oton de Grandson
- 1971 : Jeanine Huas pour Juliette Drouet ou la Passion romantique
- 1973 : 
  - Anne-Marie Hueber pour La séduction inachevée
  - Marie-Noëlle Pelloquin pour Picoline
- 1975 : Mme Dominique Maroger pour Les idées pédagogiques de Tolstoï
- 1977 : Catherine Doherty pour Poustinia ou le désert au cœur des villes
- 1979 : Mme Dominique Vieu (1948-....) pour Femmes et seules (Les solitudes de la femme dans la Société d’aujourd’hui)
- 1985 : Rose Vincent pour Le Soleil et la Roue
- 1989 : Anna Lorme (1925-....) pour Une fille de traître